# Myotis yanbarensis
Myotis yanbarensis  (Maeda & Matsumura, 1998) è un pipistrello della famiglia dei Vespertilionidi endemico di alcune delle Isole Ryukyu, a sud del Giappone.

## Descrizione

### Dimensioni
Pipistrello di piccole dimensioni, con la lunghezza della testa e del corpo tra 41,5 e 43 mm, la lunghezza dell'avambraccio tra 36,5 e 37,5 mm, la lunghezza della coda di 46 mm, la lunghezza del piede tra 9,5 e 10 mm e la lunghezza delle orecchie tra 14 e 14,5 mm.

### Aspetto
La pelliccia è molto soffice e setosa. Il colore generale del corpo è nerastro, con le punte dei peli dorsali argentate e di quelli ventrali brunastre chiare. Le orecchie sono nere, il margine anteriore è concavo, mentre quello posteriore è convesso nella parte centrale. Il trago è sottile, affusolato ed appuntito, con il terzo terminale che si curva leggermente in avanti. Le membrane alari sono nere e attaccate posteriormente alla base dell'alluce. I piedi sono piccoli. Il calcar è lungo. Il cranio è robusto, sebbene la scatola cranica sia ridotta. Il secondo premolare superiore ed inferiore sono delle stesse dimensioni di quelli contigui.

## Biologia

### Comportamento
Si rifugia nelle cavità degli alberi.

### Alimentazione
Si nutre di insetti.

## Distribuzione e habitat
Questa specie è conosciuta soltanto sulle isole di Okinawa, Amami Ōshima e Tokunoshima, nelle Isole Ryukyu.
Vive nelle foreste mature intatte.

## Conservazione
La IUCN Red List, considerato che questa specie è limitata alle residue macchie forestali di tre isole con un areale inferiore a 100 km², seriamente frammentato e soggetto ad un declino nell'estensione e qualità del proprio habitat, classifica M.yanbarensis come specie in grave pericolo (CR).